# Ichneumon femorator
Ichneumon femorator is een vliesvleugelig insect (orde Hymenoptera) uit de familie van de gewone sluipwespen (Ichneumonidae). De wetenschappelijke naam van de soort werd in 1802 gepubliceerd door William Kirby.

## Homoniemen
Voor Ichneumon femorator Cuvier, 1833 zie Ichneumon snethlageae Kittel, 2016